# Instituto Nacional de Revisionismo Histórico Argentino e Iberoamericano Manuel Dorrego
El Instituto Nacional de Revisionismo Histórico Argentino e Iberoamericano Manuel Dorrego fue una institución pública desconcentrada creada en Argentina por el decreto 1880/2011 de la presidenta Cristina Fernández de Kirchner, del 17 de noviembre de 2011, publicado el 21 de ese mes en el Boletín oficial, que establecía como algunos de sus objetivos la reivindicación de las figuras históricas apoyadas por el revisionismo histórico en Argentina. El instituto fue cerrado en diciembre de 2015, por decisión del presidente Mauricio Macri.

## Premios otorgados
Cada dos años, el instituto otorgaba los "premios José María Rosa" al historiador, ensayista o pensador argentino que más se haya destacado en la investigación, elaboración y divulgación de la historia revisionista nacional, y el "premio Jorge Abelardo Ramos" a quien se haya destacado, dentro de Iberoamérica en la historia revisionista del continente.

## Finalidad

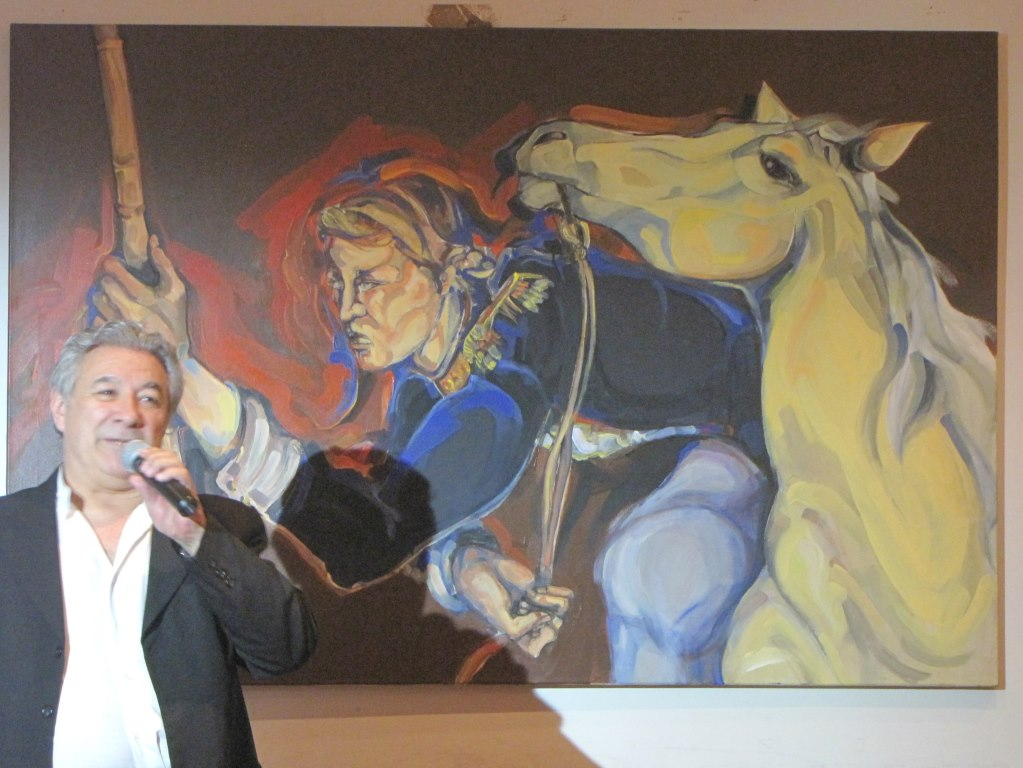
Inauguración en del Mural de Juana Azurduy en el Instituto (4-12-204)

El decreto de creación disponía que la finalidad del Instituto era:

[...] estudiar, investigar y difundir la vida y la obra de personalidades y circunstancias destacadas de nuestra historia que no han recibido el reconocimiento adecuado en un ámbito institucional de carácter académico, acorde con las rigurosas exigencias del saber científico. Que se ha elegido la figura del gobernador Manuel Dorrego como símbolo de esta iniciativa por ser un prócer caracterizado por su patriotismo, coraje y clarividencia que lo llevaron a destacarse como pocos en las luchas de nuestra Independencia. Abogó por la organización federal de nuestra Patria y representó los intereses de los sectores populares, como quedó demostrado durante su corta gestión como Gobernador de Buenos Aires. Su trágico final y las sangrientas consecuencias posteriores son un llamado a desterrar la intolerancia y la violencia de las prácticas políticas. Por su parte, su impronta iberoamericana se reflejó en sus vínculos con Simón Bolívar, como así también, en sus esfuerzos para impedir la anexión de la Banda Oriental del Uruguay al Brasil.

Dicha institución, siguiendo los fundamentos de su creación, debía dedicarse:

[...] a la reivindicación de todas y todos aquellos que, como él (Dorrego), defendieron el ideario nacional y popular ante el embate liberal y extranjerizante de quienes han sido, desde el principio de nuestra historia, sus adversarios, y que, en pro de sus intereses han pretendido oscurecerlos y relegarlos de la memoria colectiva del pueblo argentino. Que, asimismo, prestará especial atención a la reivindicación de la participación femenina. Que, por otro lado, reivindicará la importancia protagónica de los sectores populares, devaluada por el criterio de que los hechos sucedían sólo por decisión de los «grandes hombres». Que, en tal sentido, el Instituto cuya creación se dispone, prevé también dar lugar al aporte enriquecedor del arte, la literatura, el cine, la música y todas aquellas manifestaciones culturales que ayudarán a establecer la importancia de la revisión histórica.

En los considerandos del decreto se enumeraban como los «mayores exponentes del ideario nacional, popular, federalista e iberoamericano» a
- José de San Martín
- Martín Güemes
- José Gervasio Artigas
- Estanislao López
- Francisco Ramírez
- Ángel Vicente Chacho Peñaloza
- Felipe Varela
- Facundo Quiroga
- Juan Manuel de Rosas
- Juan Bautista Bustos
- Hipólito Yrigoyen
- Juan Domingo Perón y
- Eva Duarte de Perón

y disponía que el Instituto también estudiara la trayectoria de otros próceres iberoamericanos como
- Simón Bolívar
- Bernardo O’Higgins
- el mariscal Antonio José de Sucre
- Miguel Gregorio Antonio Ignacio Hidalgo
- José Martí
- Manuel Ugarte
- José Vasconcelos
- Rufino Blanco Fombona
- Augusto Sandino
- Luis Alberto Herrera y
- Víctor Raúl Haya de la Torre.[3]

Eran sus competencias, según lo estipulado en el decreto de creación,

a) La investigación histórica y los estudios historiográficos, críticos, filosóficos, sociales, económicos, educacionales, jurídicos y políticos referidos a la acción pública y privada de Manuel Dorrego y de todas y todos aquellos que, como él, abogaron por una Patria de raíces nacionales, populares, democráticas y federalistas.

b) La elaboración de publicaciones y organización de eventos culturales, viajes, seminarios, congresos, jornadas, reuniones académicas y de investigación científica, tanto en su sede como en establecimientos educacionales, civiles y centros de cultura del país.

c) La colaboración con las autoridades nacionales, provinciales, de la Ciudad Autónoma de Buenos Aires y municipales y con las instituciones de enseñanza oficiales y privadas, para enseñar los objetivos básicos que deben orientar la docencia para un mejor aprovechamiento y comprensión de las acciones y las personalidades de las que se ocupará el Instituto como, asimismo, el asesoramiento respecto de la fidelidad histórica en todo lo que se relacione con los asuntos de marras.

d) La creación de museos, archivos y registros documentales, biográficos, bibliográficos, iconográficos, numismáticos, filatélicos y similares, como así también, la realización de concursos y cursos literarios, históricos y musicales, entre otros, pudiendo otorgar distinciones y premios, dentro y fuera del país.

e) La administración de los premios creados en el artículo 2º de la presente medida.

f) La cooperación con autoridades, instituciones y personas respecto del contexto histórico y de la conservación y seguridad de los establecimientos, edificios, lugares históricos, obras de arte y demás elementos rescatados o que se recuperen en el futuro, vinculados con el objetivo del Instituto.

g) El estudio y registro de la toponimia y demás denominaciones relacionadas, como así también de todo lo referente a efigies, distintivos y emblemas.

h) La puesta en marcha de un banco de datos, archivo gráfico, biblioteca, hemeroteca, cinemateca y videoteca, sin invadir la jurisdicción de otras instituciones científicas o historiográficas.

i) La realización de estudios, investigaciones, cursos, conferencias, seminarios y publicaciones acerca de la participación de la mujer y los sectores populares en la vida política, económica, social, y cultural de nuestro país.

j) La organización de los actos oficiales de homenaje a don Manuel Dorrego los siguientes días de cada año: el 11 de junio (aniversario de su natalicio) y el 13 de agosto (aniversario de su asunción como gobernador de Buenos Aires). Asimismo, colaborará con otras celebraciones que le sean encomendadas por la Presidencia de la Nación, a través de la Secretaría de Cultura.

El mismo día de publicación el instituto entregó una distinción que reafirmó tal decisión, una réplica en miniatura de uno de los cañones que libró la batalla de la Vuelta de Obligado.

## Críticas
La medida de Cristina Kirchner provocó desde su sanción una fuerte crítica de reconocidos historiadores, que cuestionaron por lo menos tres puntos de la iniciativa. Advertían con preocupación que la tarea estará a cargo de divulgadores de la historia y no de científicos reconocidos en la materia. 
Los historiadores Mirta Zaida Lobato, Hilda Sábato y Juan Suriano emitieron un comunicado criticando la creación del instituto:

El decreto pone al desnudo un absoluto desconocimiento y una desvalorización prejuiciosa de la amplia producción historiográfica que se realiza en el marco de las instituciones científicas del país ―universidades y organismos dependientes del Conicet, entre otras― donde trabajan cientos de investigadores en historia, siguiendo las pautas que impone esa disciplina científica pero a la vez respondiendo a perspectivas teóricas y metodológicas diversas.

El historiador Luis Alberto Romero al comentar el decreto de creación afirmó que mediante el mismo se está adoptando la versión revisionista del pasado como doctrina oficial del Estado y, al mismo tiempo que se descalifica a los historiadores formados en sus universidades, elige a un grupo de personas carentes de calificaciones para que esclarezcan la «verdad histórica» y luego la inculquen con métodos que recuerdan a las prácticas totalitarias. El presidente del instituto restó importancia a los cuestionamientos y dijo que no se pretende hacer «un texto que se estudie en los colegios». Explicó que la finalidad del instituto será promover, mediante becas, la investigación, el estudio y la difusión de «otra» historia: «Es una manera distinta de ver la historia, porque los hechos existen, están en el rango de lo objetivo, y después viene la interpretación de las circunstancias».
La creación fue paralela a la consagración del feriado nacional bautizado como "Día de la Soberanía Nacional" para el 20 de Noviembre, en memoria del Combate de la Vuelta de Obligado, una de las efemérides que más polémica ha generado, siendo reivindicada por la tendencia revisionista, en especial el mencionado Pacho O' Donnell,  quien la ha llamado "La Gran Epopeya" en un libro de ese título. La historiadora María Sáenz Quesada afirmó: «El instituto, en coincidencia con la conmemoración de la Vuelta de Obligado, tiene más relación con la política que con la historia».[cita requerida]  Por el otro lado, historiadores que apoyan la corriente tradicional de la historiografía argentina, como Luis Alberto Romero, han objetado el feriado diciendo que "lo que estaba defendiendo el gobierno de Rosas era algo que tenía que ver exclusivamente con los intereses de la ciudad de Buenos Aires y su puerto, es decir, mantener el monopolio del comercio con el resto de las provincias" y que, por lo tanto, "Más que una cuestión nacional fue una cuestión de la provincia de Buenos Aires. Transformar una derrota en victoria y una cuestión ceñida al interés de Buenos Aires en una causa nacional forma parte de este gran mito de la historiografía revisionista". Por eso expresó Romero que le parecía "exagerado transformar este episodio que no tiene una envergadura que se lo pueda comparar con la batalla de Chacabuco o la de Tucumán. No es lo mismo que el 25 de Mayo de 1810 que hay un acuerdo muy grande sobre la importancia de la fecha. Es un caso muy típico del revisionismo que el oficialismo adoptó como política propia. Forma parte de esa línea discursiva del gobierno de hacerse cargo de la versión revisionista de la historia y convertirla en versión oficial".
El Instituto Dorrego, presidido por O' Donnell, llevó a cabo una tarea de divulgación de los pensadores que nutrieron al revisionismo, como Jorge Abelardo Ramos, José María Rosa, Arturo Jauretche, Manuel Ugarte, Fermín Chaves, Ortega Peña, Eduardo Luis Duhalde y otros, y utilizó fondos públicos para financiar libros y programas de televisión basados en esa particular versión de la historia. Aun así, no logró conmover los cimientos universitarios y académicos de la historiografía tradicional, que continuó manifestándole una abierta actitud crítica. Así, en 2011, fecha de la creación del Instituto Dorrego, señalaba Beatriz Sarlo que "el revisionismo (que no se practica en la universidad, donde se lo estudia como se estudian las obras del pasado) es una especie de fósil que vive en el paraíso de los best-sellers. Una veta del mercado editorial con novelas buenas y malas, biografías y libros de divulgación más atractivos, sin duda, que las ponencias de los simposios de historiadores".

## Conflicto interno
A principios de 2014, Pacho O'Donnell renunció a la presidencia del Instituto; posteriormente renunciaron también algunos de sus principales miembros e historiadores, como Hernán Brienza, Hugo Chumbita y Felipe Pigna.
En diciembre de 2014, Pacho O’Donnell propuso cerrar el Instituto Dorrego y afirmó:

No eran Luis Alberto Romero ni Beatriz Sarlo nuestros peores enemigos: estaban adentro. Que las lacras de hoy no nos contaminen también la memoria.
Pacho O’Donnell

Víctor Jorge Ramos le respondió:

Pacho […] no quiere quedar vinculado con las críticas que vengo realizando a la ministra Teresa Parodi y a la agrupación La Cámpora de Máximo Kirchner [...] Fue por eso que algunos miembros de la comisión directiva, en un ataque de obsecuencia compulsiva, emitieron una declaración de repudio a mi persona, ideas y declaraciones. [...] Desde que asumió la cartera del Ministerio de Cultura, la señora Parodi no autorizó los gastos para realizar el Congreso Nacional de Revisionismo Histórico Argentino. Tampoco la realización del Congreso de Revisionismo Histórico Iberoamericano. Se congelaron los pagos a los proveedores, se recortaron los servicios y se limitaron los viajes. El personal de limpieza no cobra desde hace tres meses. Pero Ricardo Forster y Carta Abierta no tuvieron problemas de vientos ni tempestades y mucho menos de flujos financieros para todas sus actividades. El vaciamiento del Dorrego es una cuestión política. No es de «adentro» sino por parte de Parodi, Forster y Vilati (La Cámpora) quienes hacen el juego a los enemigos del «pensamiento nacional, popular y latinoamericanista».

Por su parte, el 31 de diciembre de 2014, el Instituto ―cuya presidencia estaba ejerciendo Luis Launay― publicó una solicitada en uno de cuyos puntos expresó:

Repudiamos las palabras, los métodos patoteriles y la recurrencia a la prensa hostil al Gobierno utilizados por el señor Víctor Ramos en este enfrentamiento, ya que ―pese a sus votos de «lealtad a Cristina»―, su conducta lo enfrenta de manera abierta y decidida a la señora presidenta de la Nación, en el momento en que, desde distintos sectores del país, se intenta generar alguna forma de malestar social que no es otra cosa que complicidad con los intereses más concentrados y corporativos, con los fondos buitres y los enemigos históricos del pueblo argentino.
Solicitada del Instituto Nacional Manuel Dorrego

## Cierre
Por decreto 269 publicado en el Boletín Oficial el 4 de enero de 2016, el presidente Mauricio Macri disolvió el Instituto y dispuso que los recursos humanos, materiales y financieros del instituto se transferirán al Ministerio de Cultura. Entre los fundamentos de la decisión se expresó que  "no es función del Estado promover una visión única de la historia ni reivindicar corriente historiográfica alguna sino, por el contrario, generar las condiciones para el ejercicio libre e independiente de la investigación sobre el pasado".
El último presidente del Instituto, Víctor Ramos, criticó la medida afirmando:

”El Dorrego tiene la particularidad de darle voz a los pensadores excluidos por la historiografía oficial. No es pluralista, ni pretende serlo….viene a dar luz a de las visiones de nuestra historia que se mantenía oculta….Los miembros del Dorrego nunca nos planteamos una mirada plural,… La pluralidad del Estado se determina respetando todas las voces y miradas. El pluralismo se encuentra en la diversidad de institutos!... Seguiremos en otro local y con los investigadores que quieran seguir trabajando para la difusión del pensamiento nacional, federal y latinoamericano.